# Глембока (Любуське воєводство)
Глембока (пол. Głęboka) — село в Польщі, у гміні Тшебехув Зеленогурського повіту Любуського воєводства.
Населення — 73 особи (2011).
У 1975-1998 роках село належало до Зеленогурського воєводства.

## Демографія
Демографічна структура станом на 31 березня 2011 року:
|          | Загалом | Допрацездатний вік | Працездатний вік | Постпрацездатний вік |
| -------- | ------- | ------------------ | ---------------- | -------------------- |
| Чоловіки | 33      | 5                  | 26               | 2                    |
| Жінки    | 40      | 15                 | 18               | 7                    |
| Разом    | 73      | 20                 | 44               | 9                    |